# Milan Vdovjak
Milan Vdovjak (* 21. května 1955, Praha) je bývalý český fotbalista, útočník.

## Fotbalová kariéra
S fotbalem začínal v Neštěmicích, v šestnácti letech hrál III. ligu za Spartak Ústí nad Labem. V československé lize nastoupil poprvé na vojně za Duklu Praha a dále hrál za Spartu Praha. Nastoupil ve 121 ligových utkáních a dal 16 gólů. V Poháru vítězů pohárů nastoupil v 5 utkáních a dal 2 góly a v Poháru UEFA nastoupil ve 2 utkáních. V juniorské reprezentaci Československa hrál s fotbalisty jako byli Netolička, Klouček a Pelc. Ve druhé lize hrál na vojně za VTJ Tábor a dále za TJ Gottwaldov a Motorlet Praha.

## Ligová bilance
| Ročník                                   | Zápasy | Góly | Klub           |
| ---------------------------------------- | ------ | ---- | -------------- |
| 1. československá fotbalová liga 1974/75 | 2      | 0    | Dukla Praha    |
| 1. československá fotbalová liga 1976/77 | 28     | 5    | Sparta Praha   |
| 1. československá fotbalová liga 1977/78 | 13     | 4    | Sparta Praha   |
| 1. československá fotbalová liga 1978/79 | 20     | 1    | Sparta Praha   |
| 1. československá fotbalová liga 1979/80 | 28     | 1    | Sparta Praha   |
| 1. československá fotbalová liga 1980/81 | 19     | 4    | Sparta Praha   |
| 1. československá fotbalová liga 1981/82 | 11     | 1    | Sparta Praha   |
| Česká národní fotbalová liga 1982/83     | 20     | 1    | TJ Gottwaldov  |
| Česká národní fotbalová liga 1983/84     | 22     | 2    | Motorlet Praha |
| CELKEM 1. liga                           | 121    | 16   |                |